# Birt Acres
Birt Acres (23 de juliol del 1854 - 27 de desembre del 1918) va ser un fotògraf i inventor, pioner de la pel·lícula nord-americana i britànica. Entre les seves contribucions a la indústria pionera del cinema trobem la primera càmera de treball de 35mm al Regne Unit (Gal·les); la creació del primer projector d'Anglaterra, el Kinetic lantern i "Birtac", la primera càmera de cinema domèstica amb llum natural, formada per una càmera i un projector. També va dirigir diverses pel·lícules mudes.

## Biografia
Nascut a Richmond, Virginia, el 1854. De pares anglesos, es va quedar orfe a l'edat de 14 anys, durant la Guerra Civil Americana i va ser criat per la seva tieta. Al voltant de l'any 1872, Acres va ser enviat per la seva tieta a París per tal que completés la seva educació a la universitat La Sorbona, on estudiaria Belles Arts i Fotografia.
Acres va retornar als Estats Units l'any 1876, quatre anys després, on viuria fins al 1885, quan va marxar a Anglaterra, on es va casar amb una dona procedent de Tasmània. Una vegada instal·lat allà, Acres va construir el seu estudi per la "producció de retrats mitjançant la pintura i la fotografia", a Devon. Al cap de poc temps, Acres ja havia adquirit una reputació considerable com a fotògraf, conferenciant i contribuïdor en les publicacions fotogràfiques. A més d'això, Acres treballava com a inventor, patentant aparells relacionats amb l'estereoscòpia.
Durant l'any 1892, Acres va entrar a la companyia de materials fotogràfics d'Elliot and Son. L'any 1894, el seu amic Henry W. Short li va presentar l'enginyer elèctric Robert W. Paul, que estava treballant en el procés de manufacturar còpies del cinetoscopi d'Edison i estava ansiós per construir una càmera amb què produir films per mostrar a les seves màquines. Els dos van treballar en aquest projecte al Paul's Hatton Garden, creant els dissenys inicials. Quan van haver construït la càmera, Acres la va utilitzar per realitzar amb èxit la primera pel·lícula britànica, el març de 1895. Va ser en aquest moment que els dos van establir un contracte de socis de deu anys per endavant. Aquest acord, però, només va durar sis setmanes, abans que discutissin. No se'n sap la raó exacta d'aquest trencament com a socis, però probablement el conflicte s'hauria donat arran del fet que Acres va patentar la càmera a nom seu, de manera individual, enlloc de compartir el descobriment amb el seu soci.
Fou enterrat a Walthamstow, Londres.

## Carrera
Acres va ser el primer reporter de noticiaris de viatge en la història del cinema internacional i el primer cineasta europeu les pel·lícules del qual es van mostrar als Estats Units en actuacions públiques.
Va inventar un dispositiu per moure pel·lícula com a part del procés de desenvolupament. Per portar-lo a la pràctica, va entrar en contacte amb Robert W. Paul, un expert fabricant i també pioner del cinema anglès i conjuntament, van crear una càmera de 35mm de pel·lícula. Aquesta, va ser batejada com "Paul-Acres". Estava inspirada en el Cronofotògraf de Marey i disposava d'un dispositiu de molla per arrossegar la pel·lícula. Aquesta càmera va estar enllestida el 16 de març de 1895, i seria la primera càmera feta a Anglaterra.
Paul i Birt Acres compartirien el triomf de la primera càmera d'Anglaterra, però aviat se separarien per desavinences econòmiques i es convertirien en competidors en l'innovació de la càmera de pel·lícula i en la creació de projectors. Acres va patentar el seu disseny de càmera amb el seu propi nom el 27 de maig de 1895 i més endavant, presentaria el seu projector, el primer d'Anglaterra, el 14 de gener de 1896, anomenat Kinetic Lantern.
Acres era un membre de la Reial Societat Fotogràfica del Regne Unit, institució per promoure l'art i la ciència de la fotografia. El 14 de gener de 1896, va realitzar una demostració del seu sistema Kineopticon als membres i les esposes de la Societat, al Queen's Hall de Londres. Aquesta va ser la primera demostració pública de pel·lícula a una audiència al Regne Unit. Properarment, trobariem el primer programa de teatre en solitari de Robert W Paul al teatre Alhambra el 25 de març de 1896.
Poc temps després, un incendi, va acabar amb l'activitat d'Acres com a inventor. A partir de llavors es dedicà exclusivament a fer pel·lícules i demostracions. Va fer algunes pel·lícules mudes molt primerenques durant l'època victoriana: Oxford and Cambridge Boat Race, The Arrest of a Pickpocket, The Comic Shoeblack, The Boxing Kangaroo i Performing Bears.
Va contribuir, per tant, a la introducció i desenvolupament de la cinematografia en tots els seus aspectes: des de la construcció de càmeres, projectors, màquines de revestiment i de tall, i la fabricació de pel·lícula de cinema de 35 mm, altament sensibilitzada, per a la presentació d'informes noticiaris i projeccions públiques d'imatges en moviment.

## Assoliments més importants
- 1889 Aparell per a la rentada de les impressions (patentat).
- 1891 Procés d'impressió de fotografies estereoscòpiques (de forma contínua en contacte amb la presa d'impressió) (patentat).
- 1893 Instal·lació d'alimentació de la tremuja per a la projecció de diapositives ràpidament en un biunial (dos-en-un) i llanterna per crear la il·lusió de moviment (patentat).
- 1895 Kinetic Lantern, el primer projector d'Anglaterra. Disposava de maquinària per al bucle de conformació (patentat).
- 1895-1896 Electroscope, aparell per visualització contínua per més d'un espectador de la pel·lícula de 35mm.
- 1896 Instal·lació per a la producció majorista de pel·lícula verge de 35mm .
- 1896 Kineopticon, un aparell millorat per a la projecció de pel·lícules de 35mm (patentat).
- 1897 Càmera de cinema amb 2 lents per resoldre els problemes de parpelleig i per millorar la brillantor.
- 1898 Birtac, càmera de cinema domèstica per a llum natural de 17,5mm (patentat).

## Filmografia
| Data | Títol                                         | Paper                             | Notes |
| ---- | --------------------------------------------- | --------------------------------- | --- |
| 1896 | Yarmouth Fishing Boats Leaving Harbour        | Director                          | |
| 1895 | Tom Merry, Lightning Cartoonist               | Director, Cinematògraf, Productor | àlies Tom Merry, Lightning Cartoonist, Sketching Kaiser Wilhelm II (quatre pel·lícules van ser fetes per Tom Merry, dibuixant figures notables, els altres eren Lord Salisbury (1896), William Ewart Gladstone (1896) i Bismarck (1895)) |
| 1895 | The Oxford and Cambridge University Boat Race | Director, Cinematògraf, Productor | |
| 1895 | The German Emperor Reviewing His Troops       | Director                          | àlies Kaiser Wilhelm Reviewing His Troops (USA) |
| 1895 | The Derby                                     | Director, Cinematògraf, Productor | |
| 1896 | The Boxing Kangaroo                           | Director                          | |
| 1895 | The Arrest of a Pickpocket                    | Director                          | |
| 1895 | Smith and Machinery at Work                   | Director, Cinematògraf, Productor | |
| 1895 | Shoeblack at Work in a London Street          | Director                          | |
| 1895 | Rough Sea at Dover                            | Director, Cinematògraf, Productor | |
| 1896 | Pierrot and Pierrette                         | Director                          | |
| 1895 | Performing Animals; or, Skipping Dogs         | Director, Cinematògraf, Productor | |
| 1895 | Opening of the Kiel Canal                     | Director, Cinematògraf, Productor | àlies Inauguration of the Kiel Canal by Kaiser Wilhelm II (UK) |
| 1896 | Landing at Low Tide                           | Director                          | |
| 1897 | Henley Regatta                                | Director                          | |
| 1896 | Golfing Extraordinary, Five Gentl             | Director                          | |
| 1896 | Dancing Girls                                 | Director                          | |
| 1895 | Crude Set Drama                               | Director, Cinematògraf            | |
| 1895 | Charge of the Uhlans                          | Director, Cinematògraf            | |
| 1900 | Briton vs. Boer                               | Productor                         | |
| 1896 | Boxing Match; or, Glove Contest               | Director                          | |
| 1897 | An Unfriendly Call                            | Director                          | |
| 1896 | A Surrey Garden                               | Director                          | |